# Ambertruck JM
Ambertruck JM — среднетоннажный грузовой автомобиль, выпускающийся с 2024 года калининградской компанией Автотор на базе JMC Conquer.

## Описание
О возобновлении производства среднетоннажных грузовых автомобилей на Автоторе было объявлено осенью 2023 года. Первым среднетоннажным грузовиком компании Ambertruck стал JM, являющийся перелицованным JMC Conquer, выпуск которого начался в 2023 году параллельно с Carrying (запущенным в производство в 2007 году) и Vigus. Конкурентами являются Компас-9, Валдай NEXT и Hyundai HD78.
Полная масса JM варьируется от 5,5 до 9,4 тонн. Наиболее распространённой моделью является JM 93M полной массой 9390 кг. Он оснащён 2,9-литровым турбодизельным двигателем Isuzu 4НК1, который развивает мощность 156 л. с. и крутящий момент 440 Н·м. Двигатель сочетается в паре с шестиступенчатой механической трансмиссией WLY 6G45 производства Zhejiang Wanliyang Co. Трансмиссия управляется тросами, а цепью газораспределительного механизма приводятся ТНВД и турбокомпрессор.
Ресурс двигателя составляет не менее 500 тыс. км, а тепловые зазоры требуется регулировать после каждых 40 тыс. км. Межсервисный интервал составляет 20000 км. Двигатель автомобиля питается от аккумуляторной топливной системы Bosch Common Rail, на него ставится турбина Garett. Экологический класс автомобиля — Евро-4, который достигается за счёт системы EGR с жидкостным теплообменником. Без фильтра DPF допускается использование полнозольных моторных масел класса API CH-4. Сажевый фильтр, являющийся аналогом Separ, имеет датчик воды и подогрев.
Сцепление автомобиля — однодисковое. На кабине отсутствуют все эмблемы и шильдики. Цена автомобиля составляет около 5 миллионов рублей.